# 大杨树区
大杨树区，是中国黑龙江省、内蒙古自治区曾经存在的县级行政区。

## 历史
1969年-1979年，呼伦贝尔盟划归黑龙江省。1970年，黑龙江省大兴安岭地区革委会以[大革发（70）11号]文件决定设“大杨树区建设指挥部”， 设立政企合一的县级行政区划——大杨树区。管辖大兴安岭特区的达拉滨农场、反修农场、奋斗农场、嫩江良种场和原属呼盟的欧肯河农场、东方红农场、宜里农场、扎赉河农场、诺敏河农场、古里农场及黑龙江省煤炭管理局地方煤矿局大杨树煤矿、大兴安岭特区制粉厂、建材厂。 
1975年9月24日，黑龙江省革委会（75）149号文件《关于改革大杨树区体制问题的批复》：“撤销大杨树地区建制，建立大杨树镇”。
1979年呼伦贝尔盟复归内蒙古，原黑龙江省大兴安岭地区各单位撤出，仅保留大兴安岭行署大杨树直属粮库、大兴安岭林管局农工商联合公司（原为于1964年垦荒创业的林业部大兴安岭特区林业副食基地）、二车队等三家黑龙江省企业驻大杨树。